# 保田克己
保田 克己（やすだ かつみ、1913年3月28日 - 2015年8月23日）は、日本の経営者。住友林業社長を務めた。

## 経歴
山口県出身。1936年に東京帝国大学林学科を卒業し、同年に住友本社に入社。
のちに住友林業に転じ、常務を経て、1966年6月に社長に就任し、1974年11月には会長に就任。1976年4月には取締役相談役に就任し、1978年12月からは相談役を務めた。
1981年11月に藍綬褒章を受章。
2015年8月23日、老衰のために死去。102歳没。